# Tegucigalpa

Tegucigalpa är huvudstaden och den största staden i Honduras. Befolkningen uppgick till 967 200 invånare år 2008. Kommunens formella namn är Distrito Central, och Tegucigalpa är administrativ huvudort för departementet Francisco Morazán. 

## Historia
Då staden grundades under 1500-talet var den ett centrum för guld- och silverbrytning. Namnet sägs komma från Nahuatl och betyda "Silverberget" (Taguz Galpan), men etymologin är långt ifrån säker. Numera produceras textil, socker och cigaretter. Staden grundades av spanska bosättare 1578 som Real Villa de San Miguel de Heredia de Tegucigalpa. En indiansk bosättning fanns då redan på platsen. Fram till 1880 alternerade det honduriska styret mellan Tegucigalpa och Comayagua, därefter blev Tegucigalpa permanent huvudstad.

## Kriminalitet
I CCSP-JP:s (El Consejo Ciudadano para la Seguridad Publica y la Justicia Penal / ”Medborgarrådet för allmänhetens säkerhet och rättvisa”) årliga undersökning över världens farligaste städer kom Tegucigalpa (Distrito Central) på femte plats när listan för 2014 redovisades den 24 januari 2015.

## Transport
Tegucigalpa betjänas av Toncontíns internationella flygplats.